# Schlepperboom
Der Schlepperboom ist ein Phänomen der 1950er-Jahre, das eine starke Nachfrage nach landwirtschaftlichen Maschinen, insbesondere Traktoren, in der Nachkriegszeit beschreibt; das Wort Schlepper ist ein anderes Wort für Traktor. Zeitgleich zum Schlepperboom gab es auch einen Mähdrescher-Boom. Der Beginn des Schlepperbooms wurde im Westen Deutschlands Ende der 1940er-Jahre durch die Währungsreform ausgelöst, da mit der D-Mark wieder finanzielle Mittel zum Erwerb von Landmaschinen zur Verfügung standen und ein Mangel an solchen bestand. Auf dem Höhepunkt im Jahr 1955 wurden in der Bundesrepublik Deutschland 140.408 Schlepper produziert. Das Ende des Schlepperbooms zeichnete sich zu Beginn der 1960er-Jahre ab, als der Markt mit Landmaschinen gesättigt war, in Westdeutschland gab es 1963 bereits 1.000.000 Traktoren, während es 1950 nicht einmal 140.000 waren. Geprägt war diese Zeit durch mehr als 30 Schlepper- und Landmaschinenhersteller, die rund 180 verschiedene Schleppertypen anboten. Besonders stark war die Leistungsklasse 25 bis 34 PS vertreten. Bis auf wenige Hersteller haben in Deutschland die meisten Unternehmen das Ende des Schlepperbooms wirtschaftlich nicht überdauert. Der Schlepperboom kennzeichnet den Beginn der flächendeckenden Industrialisierung der Landwirtschaft.

## Schlepper als Prestigeobjekt
Gegen Beginn der 1950er-Jahre war eine neue Haltung unter den Landwirten bemerkbar, die der konservativen und technikfeindlichen Einstellung gegenüberstand: Man identifizierte sich mit moderner Technik. Dies war vor allem bei den jüngeren Landwirten der Fall, bei denen der Besitz moderner Technik nicht nur eine betriebswirtschaftliche Bedeutung hatte, sondern auch ein Statussymbol war. Während in der Frühzeit der Industrialisierung der Landwirtschaft vor allem Maschinen wie der Dampfpflug als Prestigeobjekt galten, ging deren ideeller Wert auf den Ackerschlepper über. Dabei spielten die für Schlepper anfallenden Kosten bei der Beschaffungsüberlegung nur eine untergeordnete Rolle, sodass viele Schlepper gekauft wurden. Landwirte entwickelten sich durch den Schlepper zu Mechanikern und Bastlern. 
Während die durchschnittliche Schleppermotorleistung Anfang der 1930er-Jahre im Bereich von 30 PS lag, sank sie danach, da das Segment der Kleinschlepper bereits in dieser Zeit wuchs. Über einen längeren Zeitraum betrachtet, von Beginn der 1930er-Jahre bis in die 1960er-Jahre hinein, blieb die Motorleistung gleich. Sie lag etwa zwischen 25 und 34 PS. In diesem Segment wurden auch zu Zeiten des Schlepperbooms die meisten Maschinen angeboten. Gegen Mitte der 1960er-Jahre zeichnete sich jedoch ab, dass die Nachfrage nach leistungsfähigeren Schleppern zugenommen hatte und die nach den Schleppern der bisherigen Leistungsklasse aufgrund von Marktsättigung stark rückläufig war. Die noch zu Beginn der 1950er-Jahre euphorisch aufgenommenen Entwicklungsschritte des Ackerschleppers waren zur Selbstverständlichkeit geworden. Einer anfänglichen Skepsis aus Expertenkreisen gegenüber leistungsstarken Maschinen mit mehr als 100 PS stand eine große Nachfrage der Landwirte gegenüber. Die Gesamtmotorleistung aller Schlepper in der Bundesrepublik Deutschland nahm in den 1970er- und 1980er-Jahren von 28 auf 47 GW zu. Dabei wurde nicht immer Rücksicht auf die Notwendigkeit einer leistungsfähigeren Maschine gelegt. Die Motorleistung der Schlepper spielt beim Prestigegedanken laut Frank Uekötter eine wichtige Rolle.
Das Streben nach Mehrleistung begünstigte letztlich sowohl Aufschwung als auch Niedergang des Schlepperbooms.

## Wirtschaftliche Auswirkungen
Durch die Mechanisierung konnte der Personaleinsatz in der Landwirtschaft stark reduziert werden. 1950 waren 22,7 % der bundesdeutschen Bevölkerung in der Landwirtschaft beschäftigt, 1960 waren es noch 13,8 %. Dieser Trend setzte sich in den folgenden Jahren fort, der landwirtschaftliche Betrieb entwickelte sich von der kleinbäuerlichen Eigenerwerbswirtschaft zum Großbetrieb. Die beschafften Schlepper der Leistungsklasse von 25 bis 34 PS konnten auf den kleinen Flurstücken nicht voll ausgelastet und somit auch nicht wirtschaftlich eingesetzt werden. Der Erwerb immer neuer Traktoren führte zur Verschuldung vor allem kleinerer Betriebe, deren Anzahl in den 1960er-Jahren stark zurückging. Großbetriebe, die überwiegend größere Schleppermodelle einsetzten, konnten sich durchsetzen. 1961 waren in Westdeutschland mehr als 53 % aller neuzugelassenen Schlepper von den fünf größten deutschen Herstellern produziert worden. Dieser Trend nahm zu, vor allem aber sank die Anzahl der abgesetzten Schlepper von 1956 bis 1962 um 21 %. So konnten sich kleinere Schlepperhersteller am Markt nicht halten.

## Ökologische Folgen
Bis zur massenhaften Verbreitung des Ackerschleppers als Ablösung des Nutztieres zur Bodenbearbeitung war die Landwirtschaft durch intensive und arbeitsaufwendige Felderbestellung gekennzeichnet. Der flächendeckende und massenhafte Einsatz des Ackerschleppers in Kombination mit dem Einsatz moderner Düngemittel eröffnete eine neue Möglichkeit im Ackerbau, nämlich weitaus größere Felder kostengünstig zu bewirtschaften. Frank Uekötter beschreibt, dass dieser Umstand nicht dazu führte, diese Möglichkeit sinnvoll zu nutzen, sondern dass Landwirte mit praktischen Erfahrungen und Faustregeln die Schlepper einsetzten und dabei vor allem aus Unwissenheit keine Rücksicht mehr auf die Bodengesundheit nahmen. Hier nennt Uekötter als Beispiel den Begriff Ackergare, ein Kennzeichen für die Bodengesundheit, der mit dem Schlepperboom in Vergessenheit geraten sei. Der Landwirt wandelte sich vom reinen Naturberuf zum technischen Beruf, der mit Naturprozessen zu tun hat. Der Schlepperboom begünstigte diese Entwicklung, da die Landtechnik noch in den 1920er-Jahren an einem stotternden Anfang stand und gegen Ende des 19. Jahrhunderts der Landwirt noch als technophob beschrieben wurde.

## Grafische Entwicklung
Schlepperbestand und Zuwachs in der Bundesrepublik Deutschland nach Beck:
Mähdrescherverkäufe in der Bundesrepublik Deutschland: